# Olešník
Olešník (dříve Volešník) je obec ležící v okrese České Budějovice, zhruba 8 km severozápadně od Hluboké nad Vltavou a zhruba 8 km jižně od Jaderné elektrárny Temelín. Žije zde 806 obyvatel.

## Místní části
Obec Olešník se skládá ze tří částí, které všechny leží v katastrálním území Olešník.
- Chlumec
- Nová Ves
- Olešník

## Historie
První písemná zmínka o vsi pochází z roku 1409, kdy je v Popravčí knize pánů z Rožmberka zaznamenán případ krádeže koně zdejšímu sedlákovi. Až do zrušení poddanství patřil Olešník k panství Hluboká nad Vltavou, od roku 1850 podnes je samostatnou obcí. Obec Chlumec se svou osadou Nová Ves byly k Olešníku připojeny 14. června 1964.

## Pamětihodnosti

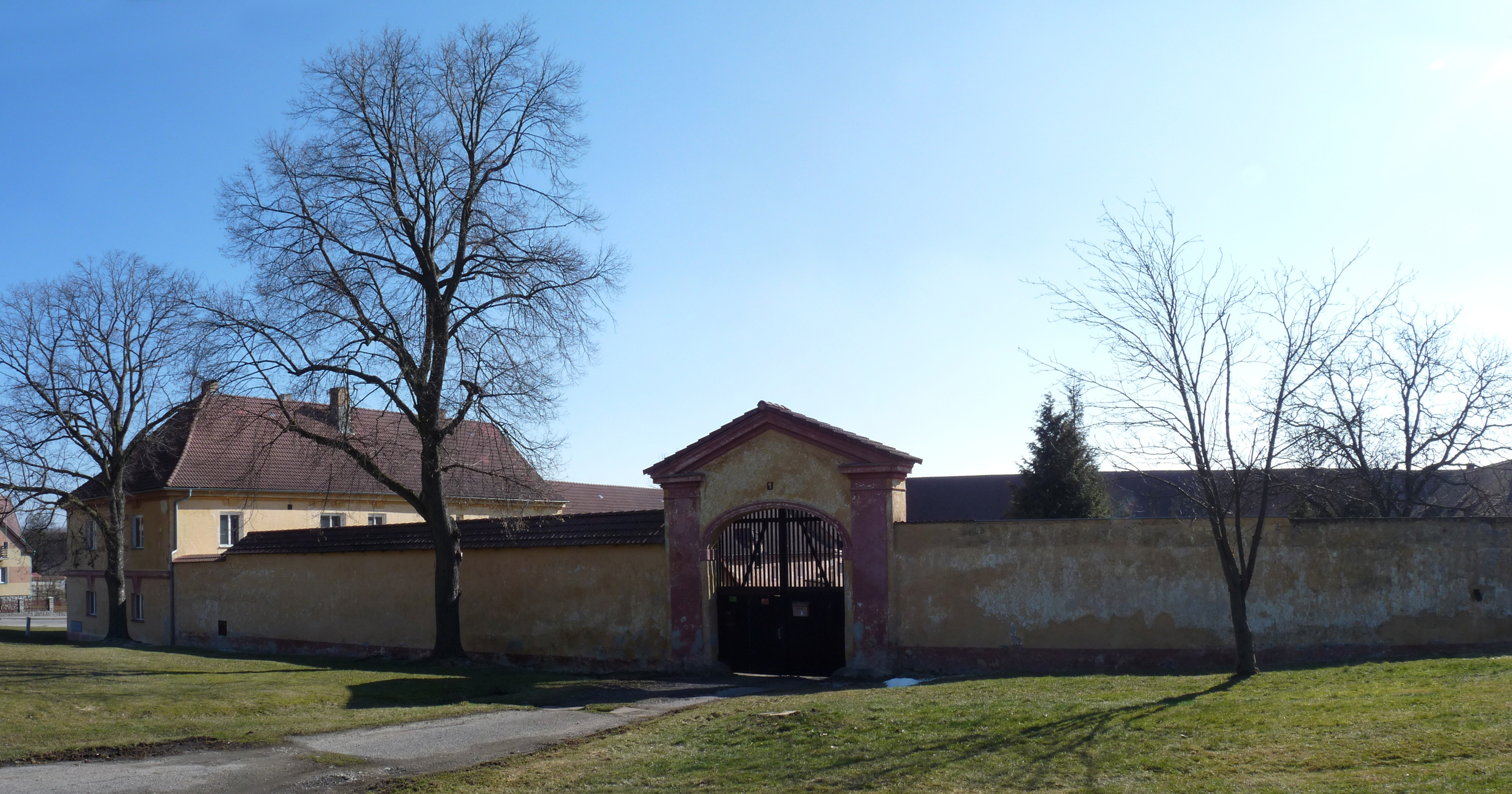
Bývalý hosp. dvůr Schwarzenbergů

- Náves s množstvím zachovalých domů blatského typu.[5]
- Bývalý schwarzenberský hospodářský dvůr z roku 1724, vybudovaný podle projektu vídeňského architekta Antona Erharda Martinelliho.[6]
- Kaple Panny Marie[7] z 18. století, čtvercová se zvoničkou, na návsi.
- Pomník obětem světových válek na návsi.
- Kaple svaté Rozálie (Chlumec)

## Příroda
Do katastrálního území Olešník zasahuje ptačí oblast Českobudějovické rybníky a evropsky významná lokalita Hlubocké obory.

## Zajímavosti
Jihozápadně od obce se v prostoru Olešník - Mydlovary - Dívčice na místech někdejší povrchové těžby lignitu nachází bývalá chemická zpracovna uranových rud MAPE s rozsáhlými odkališti.

## Rodáci
Narodil se zde český fotbalový reprezentant David Lafata.